# دولت انتقالی سوریه
دولت انتقالی سوریه (عربی: الحکومة الانتقالیة السوریة‎) که با نام دولت احمد الشرع (عربی: حکومة أحمد الشرع‎) نیز شناخته می‌شود، شورای وزیران فعلی سوریه است که در ۲۹ مارس ۲۰۲۵ تشکیل شد. این دولت، جانشین دولت سرپرست سوریه شد که به ریاست محمد البشیر، نخست‌وزیر پیشین، اداره می‌شد.
تشکیل دولت توسط احمد الشرع، رئیس‌جمهور سوریه در مراسمی در کاخ ریاست‌جمهوری در دمشق اعلام شد؛ جایی که وزیران جدید، سوگند یاد کردند و در آن، سخنرانی‌هایی ارائه دادند. دو وزارت‌خانه جدید تشکیل شد؛ شامل وزارت ورزش و جوانان و وزارت اورژانس و مدیریت بلایا و همچنین منصب نخست‌وزیری لغو شد.

## تشکیل
این دولت، مجری قانون اساسی ۲۰۲۵ موقت سوریه است که توسط الشرع در ۱۳ مارس تصویب شد و قانون اساسی سوریه را برای یک دوره انتقالی پنج ساله از سال ۲۰۲۵ تا ۲۰۳۰ تعیین کرد. قانون اساسی موقت، یک نظام ریاستی را با قدرت اجرایی در دست رئیس‌جمهور، تعیین کرده که وزیران، منصوب او هستند و پست نخست‌وزیری دیگر وجود ندارد.
الشرع در مراسمی در کاخ ریاست‌جمهوری در دمشق تشکیل دولت را اعلام کرد. دو وزارتخانه جدید شامل وزارت جوانان و ورزش و وزارت اورژانس و مدیریت حوادث، تشکیل شد و پست نخست‌وزیری نیز لغو شد. سه تن از وزیران جدید، به گروه‌های اقلیت، تعلق داشتند که شامل یعرب بادر از اقلیت علوی، امجد بدر از اقلیت دروزی و هند کباوات از اقلیت مسیحی هستند.